# マツバラン科
マツバラン科（マツバランか、Psilotaceae）は大葉シダ植物ハナヤスリ亜綱に含まれる科の一つ。マツバラン属 Psilotum とイヌナンカクラン属 Tmesipteris の2属約17種からなり、全て現生種である。単系統群であり、ハナヤスリ科と姉妹群を形成する。伝統的分類では、マツバラン科はマツバラン類（無葉類）として、ヒカゲノカズラ類（小葉類）、トクサ類（楔葉類）、シダ類（大葉類）ともにシダ植物を構成する4群のうちの1つとして認識されてきたが、現在では小葉類を除く3群が大葉シダ植物として単系統群をなし、マツバラン類はシダ類に内包されることが分かっている。

## 学名と分類階級
Psilotaceae J.W.Griff & Henfr. (1855) のタイプ属は Psilotum Sw.（マツバラン属）である。これをタイプとする科の学名 Psilotaceae ははじめ、Griffith & Henfrey (1855) により Psiloteae として発表された。Psilotaceae という学名を初めて用いたのは Eichler (1886) であるが、国際藻類・菌類・植物命名規約 第16.3条に基づき、自動的にタイプ指定される学名では著者および日付を変更せずに訂正されるため、この学名は Griffith & Henfrey (1855) に帰される。
2024年現在、シダ植物の分類体系で広く支持されているPPG I分類体系では、マツバラン科は1科で単型目であるマツバラン目（マツバランもく、Psilotales）を構成する。かつて類縁関係が明らかになるまではマツバラン門 Psilophyta/Psilotophyta やマツバラン綱 Psilotopsida/Psilopsida とより上位の分類階級に置かれた。また、分子系統解析の結果、系統関係が明らかになってからも Smith et al. (2006) などでは、PPG I におけるハナヤスリ亜綱（ハナヤスリ科 + マツバラン科）を指してマツバラン綱 Psilotopsida の分類群名が用いられた。
マツバラン科はマツバラン属 Psilotum とイヌナンカクラン属 Tmesipteris の2属を含む。後者はイヌナンカクラン科 Tmesipteridaceae として分けられたこともあった。

## 系統関係

### 分類史
カール・フォン・リンネは『植物種誌』 (Species Plantarum 2, 1753) において、マツバランをコケ植物の中のヒカゲノカズラ属 Lycopodium に含め、Lycopodium nudum L. とした。
全植物を網羅した分類体系をつくったエングラーとプラントル (1902) はシダ植物をシダ類 Filicales、スフェノフィルム類 Sphenophyllales（絶滅）、トクサ類 Equisetales および小葉類 Lycopodiales の4群に分け、マツバラン類 Psilotineae を小葉類に含めた。Verdoorn (1938) などでは、小葉類からマツバラン類を分離し、スフェノフィルム類をトクサ類とともに有節類としてまとめた4群をシダ植物に認め、各系統群の関係は分からないもののシダ植物を大別する分類群のうちの一つとして扱われてきた。
維管束植物の中で単純な形態をしているため、かつてはリニア類のようなデボン紀の化石植物群をまとめた古生マツバラン類（プシロフィトン目） Psilophytales と類縁があると考えられ、まとめて裸茎植物 Psilophyta (Psilophytina) と呼ばれていた。しかし、真のマツバラン類の化石記録は乏しく、類縁関係が議論されてきた。
ビアホースト (Bierhorst, David William; 1924–1997) は、ストロマトプテリス Stromatopteris の配偶体の類似性や胞子体の形態比較により、マツバラン類は薄嚢シダ類のウラジロ科に近縁であるという説を提唱した。
マツバラン類は葉を持たず葉状突起を形成することや、二又分枝を行うことから、Kato (1983) は葉に1本しか葉脈を持たない小葉植物（ヒカゲノカズラ植物）と近縁であると考え、改めてマツバラン類を小葉類に含めた。
分子系統解析の結果、マツバラン類は大葉シダ植物に内包され、ハナヤスリ科と姉妹群をなすことが明らかとなった。マツバラン類が初期の陸上植物や小葉植物ではなく大葉シダ植物の一群である根拠として、ほかに葉緑体DNAの構造が逆位であることや、中心柱の進化過程が大葉シダ植物の共通祖先から説明できることも挙げられている。
以下に Wickett et al. (2014)、Puttick et al. (2018) による分子系統解析に基づく陸上植物の系統樹を示す。

|  | ツノゴケ植物 Anthocerotophyta                                                |
|  |                                                                              |
|  | \| \| 苔類 Marchantiophyta \| \| \| \| \| \| 蘚類 Bryophyta s.s. \| \| \| \| |
|  |                                                                              |
|  | 苔類 Marchantiophyta                                                         |
|  |                                                                              |
|  | 蘚類 Bryophyta s.s.                                                          |
|  |                                                                              |

|  | 苔類 Marchantiophyta |
|  |                      |
|  | 蘚類 Bryophyta s.s.  |
|  |                      |

|                | リュウビンタイ亜綱 Marattidae                                                           |
|                |                                                                                         |
| ハナヤスリ亜綱 | \| \| マツバラン目 Psilotales \| \| \| \| \| \| ハナヤスリ目 Ophioglossales \| \| \| \| |
| Ophioglossidae | \| \| マツバラン目 Psilotales \| \| \| \| \| \| ハナヤスリ目 Ophioglossales \| \| \| \| |
|                | マツバラン目 Psilotales                                                                 |
|                |                                                                                         |
|                | ハナヤスリ目 Ophioglossales                                                             |
|                |                                                                                         |

|  | マツバラン目 Psilotales     |
|  |                             |
|  | ハナヤスリ目 Ophioglossales |
|  |                             |

|                | リュウビンタイ亜綱 Marattidae                                                           |
|                |                                                                                         |
| ハナヤスリ亜綱 | \| \| マツバラン目 Psilotales \| \| \| \| \| \| ハナヤスリ目 Ophioglossales \| \| \| \| |
| Ophioglossidae | \| \| マツバラン目 Psilotales \| \| \| \| \| \| ハナヤスリ目 Ophioglossales \| \| \| \| |
|                | マツバラン目 Psilotales                                                                 |
|                |                                                                                         |
|                | ハナヤスリ目 Ophioglossales                                                             |
|                |                                                                                         |

|  | マツバラン目 Psilotales     |
|  |                             |
|  | ハナヤスリ目 Ophioglossales |
|  |                             |

|                | リュウビンタイ亜綱 Marattidae                                                           |
|                |                                                                                         |
| ハナヤスリ亜綱 | \| \| マツバラン目 Psilotales \| \| \| \| \| \| ハナヤスリ目 Ophioglossales \| \| \| \| |
| Ophioglossidae | \| \| マツバラン目 Psilotales \| \| \| \| \| \| ハナヤスリ目 Ophioglossales \| \| \| \| |
|                | マツバラン目 Psilotales                                                                 |
|                |                                                                                         |
|                | ハナヤスリ目 Ophioglossales                                                             |
|                |                                                                                         |

|  | マツバラン目 Psilotales     |
|  |                             |
|  | ハナヤスリ目 Ophioglossales |
|  |                             |

|                | リュウビンタイ亜綱 Marattidae                                                           |
|                |                                                                                         |
| ハナヤスリ亜綱 | \| \| マツバラン目 Psilotales \| \| \| \| \| \| ハナヤスリ目 Ophioglossales \| \| \| \| |
| Ophioglossidae | \| \| マツバラン目 Psilotales \| \| \| \| \| \| ハナヤスリ目 Ophioglossales \| \| \| \| |
|                | マツバラン目 Psilotales                                                                 |
|                |                                                                                         |
|                | ハナヤスリ目 Ophioglossales                                                             |
|                |                                                                                         |

|  | マツバラン目 Psilotales     |
|  |                             |
|  | ハナヤスリ目 Ophioglossales |
|  |                             |

|  | 裸子植物 Gymnospermae |
|  |                       |
|  | 被子植物 Angiospermae |
|  |                       |

|                | リュウビンタイ亜綱 Marattidae                                                           |
|                |                                                                                         |
| ハナヤスリ亜綱 | \| \| マツバラン目 Psilotales \| \| \| \| \| \| ハナヤスリ目 Ophioglossales \| \| \| \| |
| Ophioglossidae | \| \| マツバラン目 Psilotales \| \| \| \| \| \| ハナヤスリ目 Ophioglossales \| \| \| \| |
|                | マツバラン目 Psilotales                                                                 |
|                |                                                                                         |
|                | ハナヤスリ目 Ophioglossales                                                             |
|                |                                                                                         |

|  | マツバラン目 Psilotales     |
|  |                             |
|  | ハナヤスリ目 Ophioglossales |
|  |                             |

|                | リュウビンタイ亜綱 Marattidae                                                           |
|                |                                                                                         |
| ハナヤスリ亜綱 | \| \| マツバラン目 Psilotales \| \| \| \| \| \| ハナヤスリ目 Ophioglossales \| \| \| \| |
| Ophioglossidae | \| \| マツバラン目 Psilotales \| \| \| \| \| \| ハナヤスリ目 Ophioglossales \| \| \| \| |
|                | マツバラン目 Psilotales                                                                 |
|                |                                                                                         |
|                | ハナヤスリ目 Ophioglossales                                                             |
|                |                                                                                         |

|  | マツバラン目 Psilotales     |
|  |                             |
|  | ハナヤスリ目 Ophioglossales |
|  |                             |

|                | リュウビンタイ亜綱 Marattidae                                                           |
|                |                                                                                         |
| ハナヤスリ亜綱 | \| \| マツバラン目 Psilotales \| \| \| \| \| \| ハナヤスリ目 Ophioglossales \| \| \| \| |
| Ophioglossidae | \| \| マツバラン目 Psilotales \| \| \| \| \| \| ハナヤスリ目 Ophioglossales \| \| \| \| |
|                | マツバラン目 Psilotales                                                                 |
|                |                                                                                         |
|                | ハナヤスリ目 Ophioglossales                                                             |
|                |                                                                                         |

|  | マツバラン目 Psilotales     |
|  |                             |
|  | ハナヤスリ目 Ophioglossales |
|  |                             |

|                | リュウビンタイ亜綱 Marattidae                                                           |
|                |                                                                                         |
| ハナヤスリ亜綱 | \| \| マツバラン目 Psilotales \| \| \| \| \| \| ハナヤスリ目 Ophioglossales \| \| \| \| |
| Ophioglossidae | \| \| マツバラン目 Psilotales \| \| \| \| \| \| ハナヤスリ目 Ophioglossales \| \| \| \| |
|                | マツバラン目 Psilotales                                                                 |
|                |                                                                                         |
|                | ハナヤスリ目 Ophioglossales                                                             |
|                |                                                                                         |

|  | マツバラン目 Psilotales     |
|  |                             |
|  | ハナヤスリ目 Ophioglossales |
|  |                             |

|  | 裸子植物 Gymnospermae |
|  |                       |
|  | 被子植物 Angiospermae |
|  |                       |

|                | リュウビンタイ亜綱 Marattidae                                                           |
|                |                                                                                         |
| ハナヤスリ亜綱 | \| \| マツバラン目 Psilotales \| \| \| \| \| \| ハナヤスリ目 Ophioglossales \| \| \| \| |
| Ophioglossidae | \| \| マツバラン目 Psilotales \| \| \| \| \| \| ハナヤスリ目 Ophioglossales \| \| \| \| |
|                | マツバラン目 Psilotales                                                                 |
|                |                                                                                         |
|                | ハナヤスリ目 Ophioglossales                                                             |
|                |                                                                                         |

|  | マツバラン目 Psilotales     |
|  |                             |
|  | ハナヤスリ目 Ophioglossales |
|  |                             |

|                | リュウビンタイ亜綱 Marattidae                                                           |
|                |                                                                                         |
| ハナヤスリ亜綱 | \| \| マツバラン目 Psilotales \| \| \| \| \| \| ハナヤスリ目 Ophioglossales \| \| \| \| |
| Ophioglossidae | \| \| マツバラン目 Psilotales \| \| \| \| \| \| ハナヤスリ目 Ophioglossales \| \| \| \| |
|                | マツバラン目 Psilotales                                                                 |
|                |                                                                                         |
|                | ハナヤスリ目 Ophioglossales                                                             |
|                |                                                                                         |

|  | マツバラン目 Psilotales     |
|  |                             |
|  | ハナヤスリ目 Ophioglossales |
|  |                             |

|                | リュウビンタイ亜綱 Marattidae                                                           |
|                |                                                                                         |
| ハナヤスリ亜綱 | \| \| マツバラン目 Psilotales \| \| \| \| \| \| ハナヤスリ目 Ophioglossales \| \| \| \| |
| Ophioglossidae | \| \| マツバラン目 Psilotales \| \| \| \| \| \| ハナヤスリ目 Ophioglossales \| \| \| \| |
|                | マツバラン目 Psilotales                                                                 |
|                |                                                                                         |
|                | ハナヤスリ目 Ophioglossales                                                             |
|                |                                                                                         |

|  | マツバラン目 Psilotales     |
|  |                             |
|  | ハナヤスリ目 Ophioglossales |
|  |                             |

|                | リュウビンタイ亜綱 Marattidae                                                           |
|                |                                                                                         |
| ハナヤスリ亜綱 | \| \| マツバラン目 Psilotales \| \| \| \| \| \| ハナヤスリ目 Ophioglossales \| \| \| \| |
| Ophioglossidae | \| \| マツバラン目 Psilotales \| \| \| \| \| \| ハナヤスリ目 Ophioglossales \| \| \| \| |
|                | マツバラン目 Psilotales                                                                 |
|                |                                                                                         |
|                | ハナヤスリ目 Ophioglossales                                                             |
|                |                                                                                         |

|  | マツバラン目 Psilotales     |
|  |                             |
|  | ハナヤスリ目 Ophioglossales |
|  |                             |

|  | 裸子植物 Gymnospermae |
|  |                       |
|  | 被子植物 Angiospermae |
|  |                       |

|                | リュウビンタイ亜綱 Marattidae                                                           |
|                |                                                                                         |
| ハナヤスリ亜綱 | \| \| マツバラン目 Psilotales \| \| \| \| \| \| ハナヤスリ目 Ophioglossales \| \| \| \| |
| Ophioglossidae | \| \| マツバラン目 Psilotales \| \| \| \| \| \| ハナヤスリ目 Ophioglossales \| \| \| \| |
|                | マツバラン目 Psilotales                                                                 |
|                |                                                                                         |
|                | ハナヤスリ目 Ophioglossales                                                             |
|                |                                                                                         |

|  | マツバラン目 Psilotales     |
|  |                             |
|  | ハナヤスリ目 Ophioglossales |
|  |                             |

|                | リュウビンタイ亜綱 Marattidae                                                           |
|                |                                                                                         |
| ハナヤスリ亜綱 | \| \| マツバラン目 Psilotales \| \| \| \| \| \| ハナヤスリ目 Ophioglossales \| \| \| \| |
| Ophioglossidae | \| \| マツバラン目 Psilotales \| \| \| \| \| \| ハナヤスリ目 Ophioglossales \| \| \| \| |
|                | マツバラン目 Psilotales                                                                 |
|                |                                                                                         |
|                | ハナヤスリ目 Ophioglossales                                                             |
|                |                                                                                         |

|  | マツバラン目 Psilotales     |
|  |                             |
|  | ハナヤスリ目 Ophioglossales |
|  |                             |

|                | リュウビンタイ亜綱 Marattidae                                                           |
|                |                                                                                         |
| ハナヤスリ亜綱 | \| \| マツバラン目 Psilotales \| \| \| \| \| \| ハナヤスリ目 Ophioglossales \| \| \| \| |
| Ophioglossidae | \| \| マツバラン目 Psilotales \| \| \| \| \| \| ハナヤスリ目 Ophioglossales \| \| \| \| |
|                | マツバラン目 Psilotales                                                                 |
|                |                                                                                         |
|                | ハナヤスリ目 Ophioglossales                                                             |
|                |                                                                                         |

|  | マツバラン目 Psilotales     |
|  |                             |
|  | ハナヤスリ目 Ophioglossales |
|  |                             |

|                | リュウビンタイ亜綱 Marattidae                                                           |
|                |                                                                                         |
| ハナヤスリ亜綱 | \| \| マツバラン目 Psilotales \| \| \| \| \| \| ハナヤスリ目 Ophioglossales \| \| \| \| |
| Ophioglossidae | \| \| マツバラン目 Psilotales \| \| \| \| \| \| ハナヤスリ目 Ophioglossales \| \| \| \| |
|                | マツバラン目 Psilotales                                                                 |
|                |                                                                                         |
|                | ハナヤスリ目 Ophioglossales                                                             |
|                |                                                                                         |

|  | マツバラン目 Psilotales     |
|  |                             |
|  | ハナヤスリ目 Ophioglossales |
|  |                             |

|  | 裸子植物 Gymnospermae |
|  |                       |
|  | 被子植物 Angiospermae |
|  |                       |

|  | ツノゴケ植物 Anthocerotophyta                                                |
|  |                                                                              |
|  | \| \| 苔類 Marchantiophyta \| \| \| \| \| \| 蘚類 Bryophyta s.s. \| \| \| \| |
|  |                                                                              |
|  | 苔類 Marchantiophyta                                                         |
|  |                                                                              |
|  | 蘚類 Bryophyta s.s.                                                          |
|  |                                                                              |

|  | 苔類 Marchantiophyta |
|  |                      |
|  | 蘚類 Bryophyta s.s.  |
|  |                      |

|                | リュウビンタイ亜綱 Marattidae                                                           |
|                |                                                                                         |
| ハナヤスリ亜綱 | \| \| マツバラン目 Psilotales \| \| \| \| \| \| ハナヤスリ目 Ophioglossales \| \| \| \| |
| Ophioglossidae | \| \| マツバラン目 Psilotales \| \| \| \| \| \| ハナヤスリ目 Ophioglossales \| \| \| \| |
|                | マツバラン目 Psilotales                                                                 |
|                |                                                                                         |
|                | ハナヤスリ目 Ophioglossales                                                             |
|                |                                                                                         |

|  | マツバラン目 Psilotales     |
|  |                             |
|  | ハナヤスリ目 Ophioglossales |
|  |                             |

|                | リュウビンタイ亜綱 Marattidae                                                           |
|                |                                                                                         |
| ハナヤスリ亜綱 | \| \| マツバラン目 Psilotales \| \| \| \| \| \| ハナヤスリ目 Ophioglossales \| \| \| \| |
| Ophioglossidae | \| \| マツバラン目 Psilotales \| \| \| \| \| \| ハナヤスリ目 Ophioglossales \| \| \| \| |
|                | マツバラン目 Psilotales                                                                 |
|                |                                                                                         |
|                | ハナヤスリ目 Ophioglossales                                                             |
|                |                                                                                         |

|  | マツバラン目 Psilotales     |
|  |                             |
|  | ハナヤスリ目 Ophioglossales |
|  |                             |

|                | リュウビンタイ亜綱 Marattidae                                                           |
|                |                                                                                         |
| ハナヤスリ亜綱 | \| \| マツバラン目 Psilotales \| \| \| \| \| \| ハナヤスリ目 Ophioglossales \| \| \| \| |
| Ophioglossidae | \| \| マツバラン目 Psilotales \| \| \| \| \| \| ハナヤスリ目 Ophioglossales \| \| \| \| |
|                | マツバラン目 Psilotales                                                                 |
|                |                                                                                         |
|                | ハナヤスリ目 Ophioglossales                                                             |
|                |                                                                                         |

|  | マツバラン目 Psilotales     |
|  |                             |
|  | ハナヤスリ目 Ophioglossales |
|  |                             |

|                | リュウビンタイ亜綱 Marattidae                                                           |
|                |                                                                                         |
| ハナヤスリ亜綱 | \| \| マツバラン目 Psilotales \| \| \| \| \| \| ハナヤスリ目 Ophioglossales \| \| \| \| |
| Ophioglossidae | \| \| マツバラン目 Psilotales \| \| \| \| \| \| ハナヤスリ目 Ophioglossales \| \| \| \| |
|                | マツバラン目 Psilotales                                                                 |
|                |                                                                                         |
|                | ハナヤスリ目 Ophioglossales                                                             |
|                |                                                                                         |

|  | マツバラン目 Psilotales     |
|  |                             |
|  | ハナヤスリ目 Ophioglossales |
|  |                             |

|  | 裸子植物 Gymnospermae |
|  |                       |
|  | 被子植物 Angiospermae |
|  |                       |

|                | リュウビンタイ亜綱 Marattidae                                                           |
|                |                                                                                         |
| ハナヤスリ亜綱 | \| \| マツバラン目 Psilotales \| \| \| \| \| \| ハナヤスリ目 Ophioglossales \| \| \| \| |
| Ophioglossidae | \| \| マツバラン目 Psilotales \| \| \| \| \| \| ハナヤスリ目 Ophioglossales \| \| \| \| |
|                | マツバラン目 Psilotales                                                                 |
|                |                                                                                         |
|                | ハナヤスリ目 Ophioglossales                                                             |
|                |                                                                                         |

|  | マツバラン目 Psilotales     |
|  |                             |
|  | ハナヤスリ目 Ophioglossales |
|  |                             |

|                | リュウビンタイ亜綱 Marattidae                                                           |
|                |                                                                                         |
| ハナヤスリ亜綱 | \| \| マツバラン目 Psilotales \| \| \| \| \| \| ハナヤスリ目 Ophioglossales \| \| \| \| |
| Ophioglossidae | \| \| マツバラン目 Psilotales \| \| \| \| \| \| ハナヤスリ目 Ophioglossales \| \| \| \| |
|                | マツバラン目 Psilotales                                                                 |
|                |                                                                                         |
|                | ハナヤスリ目 Ophioglossales                                                             |
|                |                                                                                         |

|  | マツバラン目 Psilotales     |
|  |                             |
|  | ハナヤスリ目 Ophioglossales |
|  |                             |

|                | リュウビンタイ亜綱 Marattidae                                                           |
|                |                                                                                         |
| ハナヤスリ亜綱 | \| \| マツバラン目 Psilotales \| \| \| \| \| \| ハナヤスリ目 Ophioglossales \| \| \| \| |
| Ophioglossidae | \| \| マツバラン目 Psilotales \| \| \| \| \| \| ハナヤスリ目 Ophioglossales \| \| \| \| |
|                | マツバラン目 Psilotales                                                                 |
|                |                                                                                         |
|                | ハナヤスリ目 Ophioglossales                                                             |
|                |                                                                                         |

|  | マツバラン目 Psilotales     |
|  |                             |
|  | ハナヤスリ目 Ophioglossales |
|  |                             |

|                | リュウビンタイ亜綱 Marattidae                                                           |
|                |                                                                                         |
| ハナヤスリ亜綱 | \| \| マツバラン目 Psilotales \| \| \| \| \| \| ハナヤスリ目 Ophioglossales \| \| \| \| |
| Ophioglossidae | \| \| マツバラン目 Psilotales \| \| \| \| \| \| ハナヤスリ目 Ophioglossales \| \| \| \| |
|                | マツバラン目 Psilotales                                                                 |
|                |                                                                                         |
|                | ハナヤスリ目 Ophioglossales                                                             |
|                |                                                                                         |

|  | マツバラン目 Psilotales     |
|  |                             |
|  | ハナヤスリ目 Ophioglossales |
|  |                             |

|  | 裸子植物 Gymnospermae |
|  |                       |
|  | 被子植物 Angiospermae |
|  |                       |

|                | リュウビンタイ亜綱 Marattidae                                                           |
|                |                                                                                         |
| ハナヤスリ亜綱 | \| \| マツバラン目 Psilotales \| \| \| \| \| \| ハナヤスリ目 Ophioglossales \| \| \| \| |
| Ophioglossidae | \| \| マツバラン目 Psilotales \| \| \| \| \| \| ハナヤスリ目 Ophioglossales \| \| \| \| |
|                | マツバラン目 Psilotales                                                                 |
|                |                                                                                         |
|                | ハナヤスリ目 Ophioglossales                                                             |
|                |                                                                                         |

|  | マツバラン目 Psilotales     |
|  |                             |
|  | ハナヤスリ目 Ophioglossales |
|  |                             |

|                | リュウビンタイ亜綱 Marattidae                                                           |
|                |                                                                                         |
| ハナヤスリ亜綱 | \| \| マツバラン目 Psilotales \| \| \| \| \| \| ハナヤスリ目 Ophioglossales \| \| \| \| |
| Ophioglossidae | \| \| マツバラン目 Psilotales \| \| \| \| \| \| ハナヤスリ目 Ophioglossales \| \| \| \| |
|                | マツバラン目 Psilotales                                                                 |
|                |                                                                                         |
|                | ハナヤスリ目 Ophioglossales                                                             |
|                |                                                                                         |

|  | マツバラン目 Psilotales     |
|  |                             |
|  | ハナヤスリ目 Ophioglossales |
|  |                             |

|                | リュウビンタイ亜綱 Marattidae                                                           |
|                |                                                                                         |
| ハナヤスリ亜綱 | \| \| マツバラン目 Psilotales \| \| \| \| \| \| ハナヤスリ目 Ophioglossales \| \| \| \| |
| Ophioglossidae | \| \| マツバラン目 Psilotales \| \| \| \| \| \| ハナヤスリ目 Ophioglossales \| \| \| \| |
|                | マツバラン目 Psilotales                                                                 |
|                |                                                                                         |
|                | ハナヤスリ目 Ophioglossales                                                             |
|                |                                                                                         |

|  | マツバラン目 Psilotales     |
|  |                             |
|  | ハナヤスリ目 Ophioglossales |
|  |                             |

|                | リュウビンタイ亜綱 Marattidae                                                           |
|                |                                                                                         |
| ハナヤスリ亜綱 | \| \| マツバラン目 Psilotales \| \| \| \| \| \| ハナヤスリ目 Ophioglossales \| \| \| \| |
| Ophioglossidae | \| \| マツバラン目 Psilotales \| \| \| \| \| \| ハナヤスリ目 Ophioglossales \| \| \| \| |
|                | マツバラン目 Psilotales                                                                 |
|                |                                                                                         |
|                | ハナヤスリ目 Ophioglossales                                                             |
|                |                                                                                         |

|  | マツバラン目 Psilotales     |
|  |                             |
|  | ハナヤスリ目 Ophioglossales |
|  |                             |

|  | 裸子植物 Gymnospermae |
|  |                       |
|  | 被子植物 Angiospermae |
|  |                       |

|                | リュウビンタイ亜綱 Marattidae                                                           |
|                |                                                                                         |
| ハナヤスリ亜綱 | \| \| マツバラン目 Psilotales \| \| \| \| \| \| ハナヤスリ目 Ophioglossales \| \| \| \| |
| Ophioglossidae | \| \| マツバラン目 Psilotales \| \| \| \| \| \| ハナヤスリ目 Ophioglossales \| \| \| \| |
|                | マツバラン目 Psilotales                                                                 |
|                |                                                                                         |
|                | ハナヤスリ目 Ophioglossales                                                             |
|                |                                                                                         |

|  | マツバラン目 Psilotales     |
|  |                             |
|  | ハナヤスリ目 Ophioglossales |
|  |                             |

|                | リュウビンタイ亜綱 Marattidae                                                           |
|                |                                                                                         |
| ハナヤスリ亜綱 | \| \| マツバラン目 Psilotales \| \| \| \| \| \| ハナヤスリ目 Ophioglossales \| \| \| \| |
| Ophioglossidae | \| \| マツバラン目 Psilotales \| \| \| \| \| \| ハナヤスリ目 Ophioglossales \| \| \| \| |
|                | マツバラン目 Psilotales                                                                 |
|                |                                                                                         |
|                | ハナヤスリ目 Ophioglossales                                                             |
|                |                                                                                         |

|  | マツバラン目 Psilotales     |
|  |                             |
|  | ハナヤスリ目 Ophioglossales |
|  |                             |

|                | リュウビンタイ亜綱 Marattidae                                                           |
|                |                                                                                         |
| ハナヤスリ亜綱 | \| \| マツバラン目 Psilotales \| \| \| \| \| \| ハナヤスリ目 Ophioglossales \| \| \| \| |
| Ophioglossidae | \| \| マツバラン目 Psilotales \| \| \| \| \| \| ハナヤスリ目 Ophioglossales \| \| \| \| |
|                | マツバラン目 Psilotales                                                                 |
|                |                                                                                         |
|                | ハナヤスリ目 Ophioglossales                                                             |
|                |                                                                                         |

|  | マツバラン目 Psilotales     |
|  |                             |
|  | ハナヤスリ目 Ophioglossales |
|  |                             |

|                | リュウビンタイ亜綱 Marattidae                                                           |
|                |                                                                                         |
| ハナヤスリ亜綱 | \| \| マツバラン目 Psilotales \| \| \| \| \| \| ハナヤスリ目 Ophioglossales \| \| \| \| |
| Ophioglossidae | \| \| マツバラン目 Psilotales \| \| \| \| \| \| ハナヤスリ目 Ophioglossales \| \| \| \| |
|                | マツバラン目 Psilotales                                                                 |
|                |                                                                                         |
|                | ハナヤスリ目 Ophioglossales                                                             |
|                |                                                                                         |

|  | マツバラン目 Psilotales     |
|  |                             |
|  | ハナヤスリ目 Ophioglossales |
|  |                             |

|  | 裸子植物 Gymnospermae |
|  |                       |
|  | 被子植物 Angiospermae |
|  |                       |

## 胞子体の形態
胞子体は、他の維管束植物が持つような葉と根を欠き、二又分枝を行う原生中心柱からなる茎からなる。地上茎に側生器官が螺生し、胞子嚢壁が厚い壁を持ち頂生する。地上茎と地下茎を持ち、それぞれ転換させることができる。
胞子体が二又分枝する地上茎と地下茎を持つこと、根を欠くこと、茎が単純な中心柱を持つこと、同形胞子を含む真嚢胞子嚢を持つこと、胞子嚢が頂生すること（ただし短い枝の上に）、配偶体が地中生で維管束を持つといった形質はデボン紀の古生マツバラン類（テローム植物）に類似しているが、下記の中心柱の形態は大葉シダ植物の共通祖先から進化したことにより説明ができ、近年では真嚢シダ類の一群が進化の過程で根を退化させたと考える事が多い。ただし、大葉シダ植物の中では基部に位置し、根以外にも大葉植物の祖先形質と考えられる形質を持ち合わせていることから、大葉植物のステムグループであるトリメロフィトン類の形質を受け継いでいると考える立場もある。

### 地下茎

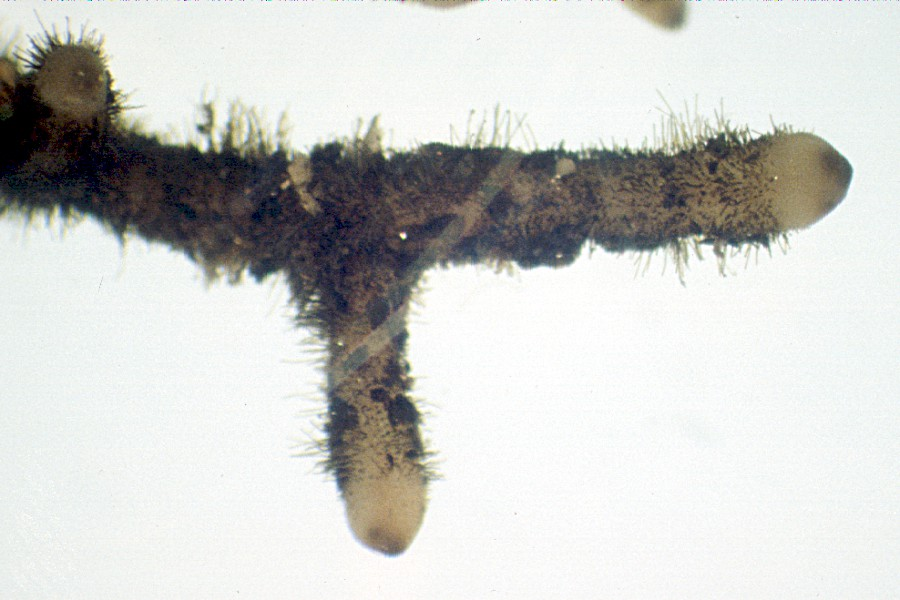
マツバランの地下茎

マツバラン類は、根を持たない代わりに地下茎（subterranean stem、根茎）と呼ばれる軸状地下器官を持つ。この地下茎は根冠を持たず、頂端細胞が裸出しているため根ではないと解釈される。しかし、葉（葉状突起）を付けず、地上茎とは異なっている。地下茎は無限成長し、二又分枝（同等二又分枝および不等二又分枝）を行うことも、側方分枝を行うこともある。
地下茎には仮根（かこん、rhizoid）が生え、水や無機養分を吸収する役割を果たしている。仮根から感染し、皮層外層の細胞内で生育する内生菌の存在が知られている。
マツバランでは内生菌共生により地下茎だけの状態が数年続くこともあるが、イヌナンカクラン属では早い段階で地上茎を生じる。

### 地上茎
地上茎はクロロフィルを持ち、光合成を行う。地上茎は有限成長性である。マツバラン属は地上茎は二又分枝し、マツバランでは立体二又分枝、ソウメンシダでは平面二又分枝を行う。イヌナンカクラン属は普通分枝しない。同等二又分枝を行うものも知られるが、分枝しても1回のみである。地上茎には葉状突起をつける。
マツバラン属では、地下茎が地上茎に分化する際には頂端が上向きになり、数回の二又分枝により地上枝系の基本構造を作る。シュート基部では円柱形で縦肋を作るが、先端部では長軸方向に3本の隆条がある。

### 葉状突起
典型的な葉は持たず、地上茎に葉状突起（ようじょうとっき、foliar appendage, enation）をつける。葉状突起はマツバラン属では維管束を持たず鱗片状で、イヌナンカクラン属では1本の維管束（葉脈）を持つ小葉状である。地上茎の下部にある通常の葉状突起は分裂しないが、地上茎の上部では単体胞子嚢群を付ける場合、その外側に2裂する葉状突起をつける。
マツバランでは維管束を完全に欠くが、ソウメンシダでは分枝した維管束が葉状突起の基部まで達する。マツバランの葉状突起は、上部では螺旋状に並ぶが、下部では偽対生となる。日本で作出されたマツバランの園芸品種「楊枝文竜山」では、（胞子嚢に関連しない通常の）葉状突起を持たない。マツバラン属の葉状突起の内部は茎の組織から連続する、葉緑体を含む柔細胞で構成されている。
イヌナンカクラン属の葉状突起は基部では鱗片状だが、上部になると大きくなる。大部分は扁平で広い披針形となり、先端は小さく尖り、基部は茎に広く沿下する。葉状突起に入る維管束が分岐する際は、小葉類と同様に葉隙を作らない。他の維管束植物が持つ典型的な「葉」とは異なり、茎に対して向背軸で分かれず、両側から偏圧された構造となっている。1細胞層の表皮で覆われ、表皮の外側の細胞壁はクチン化している。気孔は葉状突起の両面に生じる。現在は否定されているが、Bierhorst (1977) は扁平な葉状突起を羽片とみなし、それを備えたシュートを羽状複葉であると解釈した。

### 茎の内部形態

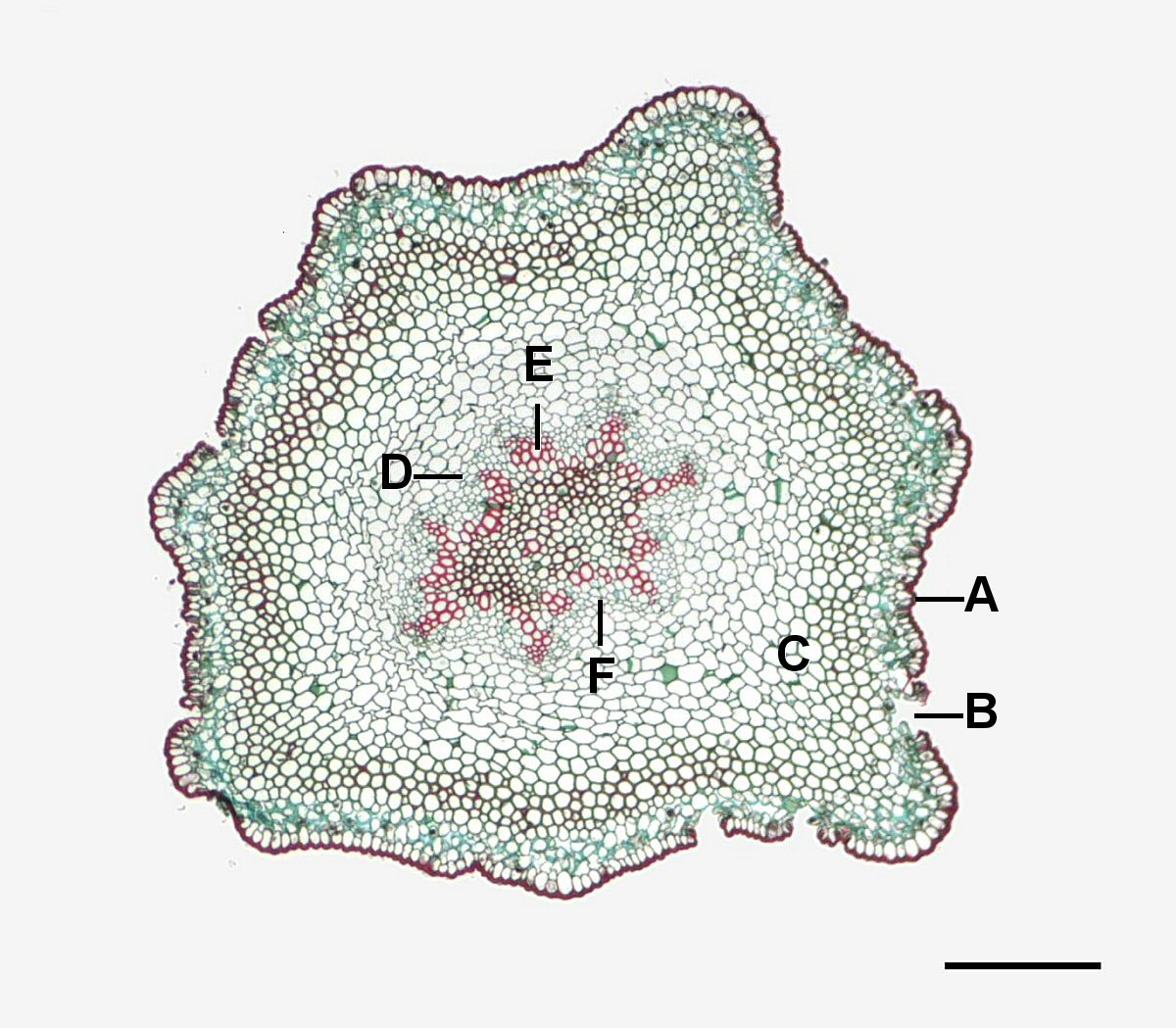
マツバランの横断切片。
A: 表皮、B: 気孔、C: 皮層、D: 内皮、E: 木部、F: 篩部

地上茎と地下茎はともに頂端分裂組織（茎頂分裂組織）は大きな1個の頂端細胞を持つ。頂端細胞は分裂を繰り返して分裂組織細胞を形成し、3つの組織系へと分化する。これは他の大葉シダ植物と共通する性質である。ただし、他の茎頂分裂組織や根端分裂組織とは異なり、地下茎の頂端は葉原基や根冠に覆われない。最外層には表皮、その内側には3層からなる比較的広い皮層がある。皮層と中心柱の境界にはカスパリー線を持つ内皮が分化する。
中心柱の形態は地上茎と地下茎で異なり、発生過程で様々に変化する。地下茎には原生木部を持たず、後生木部のみを持つ原生中心柱である。
マツバランの地上茎は基部では外原型放射原生中心柱、そしてほとんどの部分では外原型外篩管状中心柱、先端では髄が減り外原型放射原生中心柱となる。内皮の内側には円筒状に配列した内鞘と呼ばれる柔細胞からなる1細胞層の組織が分化する。マツバランの地下茎では、直径1 mm 以下の部分では中心柱が分化しないことが多い。
イヌナンカクラン属では外原型のマツバランとは異なり、地上茎の一次木部は中原型である。原生中心柱を持つ地下茎から地上茎に移行するに従い管状中心柱となり、3本以上の原生木部を後生木部が取り囲む。茎の中心部は細胞壁のやや厚い柔細胞様の細胞で構成される。木部束の周囲は篩部が環状に取り囲む。
マツバラン属では、胞子嚢を付ける部分では地上茎の中心柱から分岐した維管束が単体胞子嚢群の基部にまで達するが、葉状突起には侵入しない。単体胞子嚢群に達した維管束は3本に分枝することもある。イヌナンカクラン属では胞子嚢群のつく枝に入る維管束は3分岐し、2本は二又に分岐するそれぞれの葉状突起に、中央の1本は更に二又に分岐して2個の胞子嚢の基部に達する。種によっては中央の1本は3分岐し、2本が胞子嚢の隔壁に入り、中央の1本が隔壁の中央で止まる。

### 胞子嚢

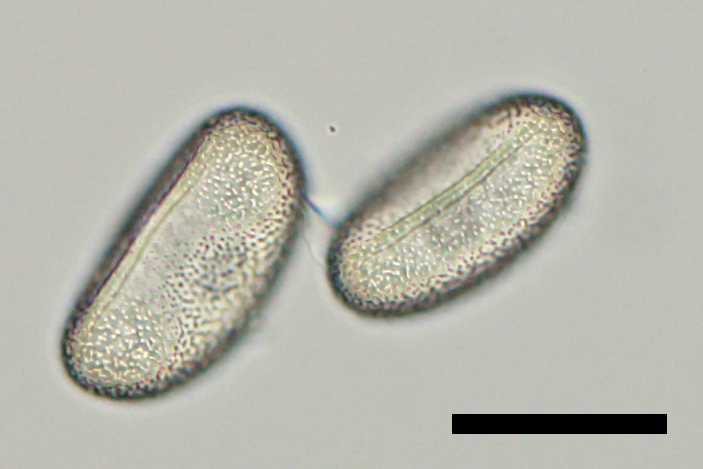
マツバランの胞子。スケールバーは50 µm。

葉状突起の向軸側基部についた短軸に2–3個の胞子嚢（室 locule）からなる単体胞子嚢群（たんたいほうしのうぐん、シナンジウム、synangium）を形成する。胞子嚢は大型。包膜は欠き、真嚢胞子嚢性。胞子嚢壁は厚く、2細胞層からなる。環帯を欠き、縦に裂開する。
単体胞子嚢群は、3室になった単独の胞子嚢であるという考えと、3つの胞子嚢が合着してできたとする考えがあった。現在では形態学的観察から後者が支持されているが、発生的に合着の根拠はないともされる。
単体胞子嚢群はかつて、葉状突起の腋に生じるとされていたが、発生過程を追跡すると、初めに生殖軸 (fertile axis) と呼ばれる原基が栄養シュートの先端近くに生じ、原基が頂端成長し、その側部に葉状突起が生じることが観察されている。胞子嚢群は短い柄を持つため、茎に頂生していると解釈される。マツバランの園芸品種「楊枝文竜山」では、単体胞子嚢群は伸長した枝に頂生する。
マツバラン属では単体胞子嚢群は3室であるのに対し、イヌナンカクラン属では、単体胞子嚢群は2室に分かれる。イヌナンカクラン属の単体胞子嚢群は生殖軸の先端が反曲するため葉状突起の向軸側についているように見えるが、短い側枝に頂生していると解釈される。イヌナンカクラン属の胞子嚢は長軸方向に亀裂を生じて裂開する。
1つの胞子嚢当たり1000個以上の胞子を形成する。胞子は同形胞子で、二面体形（左右相称）で単溝。胞子壁層の微細構造はウラジロ科に類似する。マツバランでは胞子形成組織から分化した胞子母細胞がタペート組織に包まれるが、イヌナンカクラン属でははっきりしたタペート組織は見られない。

## 配偶体の形態
配偶体は地中生で葉緑体を持たず、アーバスキュラー菌根菌と共生することで栄養を得ている。配偶体の表皮細胞からは仮根が伸びている。配偶体の形態は胞子体の地下茎の形態と類似している。マツバランの配偶体は不規則に分枝する軸状構造をとる。
配偶体は20世紀になるまで見つかっておらず、1917年に野外から報告された。1949年に温室の鉢からマツバランの成熟した配偶体が発見された。胞子の発芽は Darnell-Smith (1917)、Bierhorst (1955)、Wittier (1973; 1975) の3例の報告のみ知られる。胞子の発芽には播種後半年以上暗条件下に置く必要があるとされる。

### 配偶体の維管束
マツバランの4倍体 (2n = 4x) 系統の配偶体 (2倍性配偶体、n = 2x) では、断続的に分布する維管束組織を持つことが知られており、ふつう維管束植物では維管束組織は胞子体世代にのみ見られることから、これは非常に特殊である。この維管束組織は環紋、階紋、階紋状網状孔紋の仮道管で、その外側に篩部が、更に内皮が取り囲んで配偶体の中心に位置している。2倍体品種では維管束は見られない。

### 配偶子嚢
造卵器と造精器は配偶体表面に混在して散らばっている。若い生殖器官は配偶体の頂端付近で発達し始める。
造精器形成では初めに単独の表皮細胞が並層分裂を起こし、外側がジャケット始原細胞、内側が一次精原細胞となる。ジャケット始原細胞は並層分裂を経て1層のジャケットとなり、その中に一次精原細胞が分化した精原細胞の塊が形成される。造精器が配偶体表面に突出したのち、精細胞は精子となって造精器の側面にある蓋細胞から外へ泳ぎ出す。精子は螺旋状で数十本の鞭毛を持つ。しばしばこの精子の鞭毛数は多数であると表現されるが、マツバランの精子が持つ36本の鞭毛は他のシダ類と比較して少ない。
造卵器形成は単独の表皮細胞の並層分裂により、外側に蓋細胞、内側に中央細胞が生じる。ほかの真嚢シダ類などと同様、蓋細胞は最終的に造卵器頸細胞となり、中央細胞は卵や頸溝細胞となる。

## その他の形質

### 化学物質
マツバラン属、イヌナンカクラン属ともにサイロティン (psilotin) と呼ばれる、小葉類や薄嚢シダ類とは異なる独自のフェノール化合物を含む。また、マツバランからはジベレリン（GA36）、シアン発生性物質などが検出される。イヌナンカクラン属では環状の篩部と皮層内層の間にタンニン様またはフェノール化合物を含む褐色の細胞が分布する。

### 染色体
染色体基本数は x = 52。理論的基本数は x = 13 であると考えられている。
マツバランでは2倍体や4倍体が知られるほか、3倍体不稔性、8倍体不稔性、9倍体不稔性の報告がある。セイロン島の野生の2倍体では n = 52–54 である。フィジーとニューカレドニアからも2倍体が知られる。インド、ジャマイカ、オーストラリアや日本にかけて広く分布し、温室などでも栽培される集団では n = 104 の4倍体である。ニューカレドニアからは n ≈ 210 の8倍体が知られる。
イヌナンカクラン属でも同様の倍数体系列が知られる。

## 分布と生態

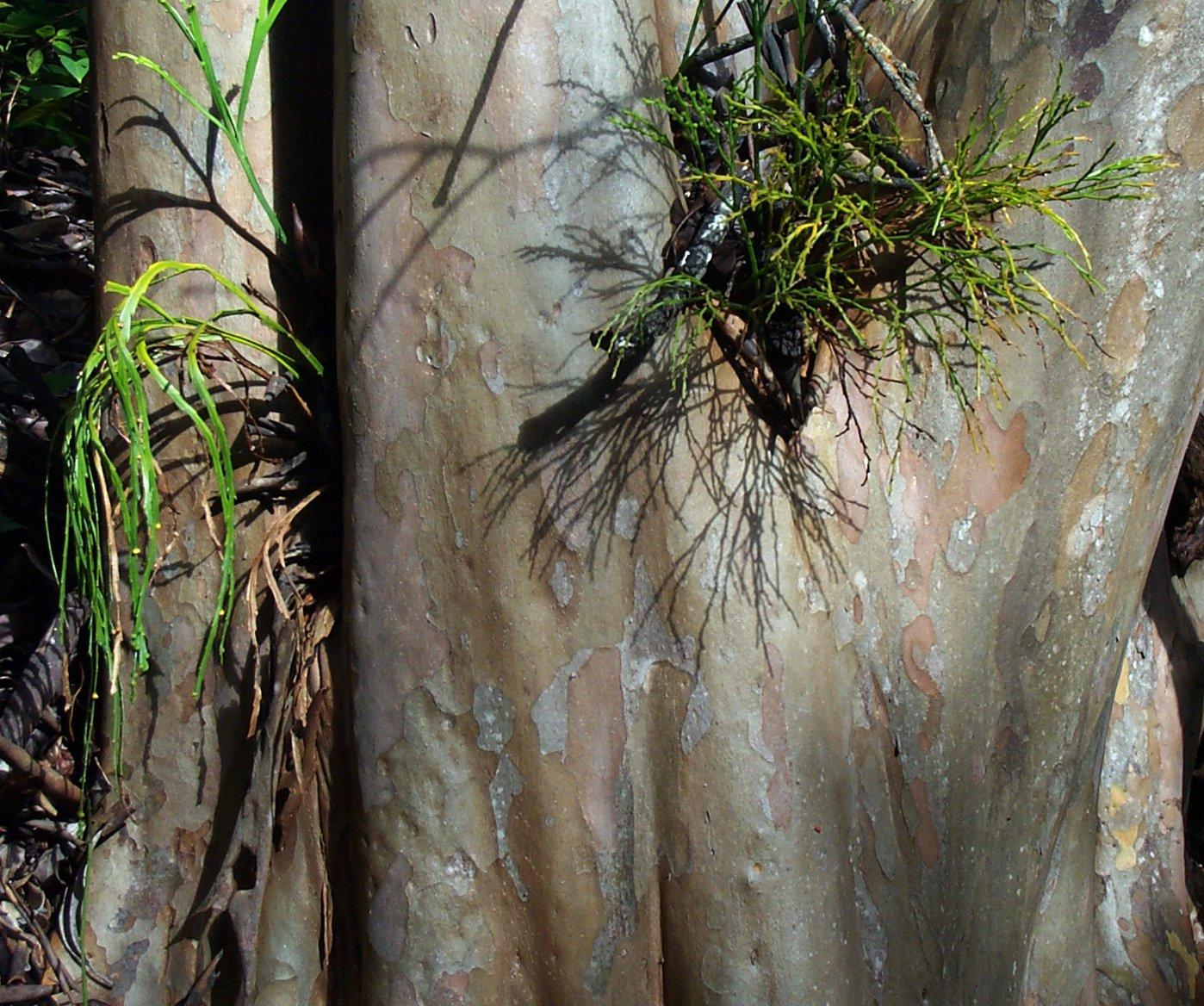
樹上に着生するソウメンシダ（左）とマツバラン（右）

ほとんどは熱帯からに分布する。
マツバランは湿潤な熱帯に広域分布するほか、温暖な温帯にも分布し、ヨーロッパ南東部、日本（宮城県・石川県以西の本州から琉球列島）、韓国（韓国南部、済州島）、中国南部、そして多くの太平洋の島嶼（ハワイや南太平洋諸島）に知られる。北アメリカ東南部（フロリダ、バミューダ諸島）からも知られる。ナイジェリアやバストランド、テキサス州、アリゾナ州、スペインなどからも報告があるが、これらは逸出の可能性が高いと考えられている。ソウメンシダはニューカレドニアを除く南太平洋諸島全域に分布するが、個体数は少ない。
イヌナンカクラン属は主に南半球の熱帯に分布する。東南アジア（フィリピンを含む）、オーストラリア、ニュージーランドと太平洋の島嶼（ポリネシア）に見られる。
化石記録はない。
普通、木や岩、木生シダ上に着生する。トメシプテリス・オブランケオラタ Tmesipteris oblanceolata のように、地上に生えることもある。

## 分類
|  | ヒカゲノカズラ科 ミズニラ科 イワヒバ科 種子植物 トクサ科 マツバラン科 ハナヤスリ科 リュウビンタイ科 ゼンマイ科 コケシノブ科 マトニア科 ヤブレガサウラボシ科 ウラジロ科 カニクサ科 フサシダ科 アネミア科 サンショウモ科 デンジソウ科 チルソプテリス科 ロクソマ科 クルキタ科 キジノオシダ科 タカワラビ科 メタキシア科 ディクソニア科 ヘゴ科 サッコロマ科 キストディウム科 ロンキティス科 ホングウシダ科 イノモトソウ科 コバノイシカグマ科 ナヨシダ科 ヌリワラビ科 イワヤシダ科 デスモフレビウム科 ヘミディクティウム科 チャセンシダ科 イワデンダ科 コウヤワラビ科 シシガシラ科 メシダ科 ヒメシダ科 ディディモクラエナ科 キンモウワラビ科 オシダ科 タマシダ科 ツルキジノオ科 ナナバケシダ科 ツルシダ科 シノブ科 ウラボシ科 |

属までの分類は PPG I (2016) 分類体系に基づく。種は World Ferns に基づく。マツバラン属は2種1雑種が知られ、イヌナンカクラン属は10数種が知られている。
- マツバラン目[15][62] Psilotales Prantl
  - マツバラン科[13][14] Psilotaceae J.W.Griff & Henfr. (1855)
    - マツバラン属[13][14][62] Psilotum Sw. (1800) [1802]
      - マツバラン[14] Psilotum nudum (L.) P.Beauv. (1805)
      - ソウメンシダ[14]（ソウメングサ[44]） Psilotum complanatum Sw. (1800) [1801]
      - Psilotum ×intermedium W.H.Wagner (1993)

    - イヌナンカクラン属[14][15][62][12]（イヌマツバラン属[42]、トメシプテリス[16]、ツメシプテリス[5]） Tmesipteris Bernh. (1800) [1801]
      - Tmesipteris alticola Perrie & Brownsey (2023)
      - トメシプテリス・エロンガタ[16] Tmesipteris elongata P.A.Dang. (1890–1891)
      - Tmesipteris gracilis Chinnock (2003)
      - Tmesipteris horomaka Perrie, Brownsey & Lovis (2010)
      - Tmesipteris lanceolata P.A.Dang. (1890–1891)
      - Tmesipteris norfolkensis P.S.Green (1986)
      - Tmesipteris obliqua Chinnock (1993)
      - Tmesipteris oblongifolia A.F.Braithw. (1986)
      - Tmesipteris ovata N.A.Wakef. (1944)
      - Tmesipteris parva N.A.Wakef. (1944)
      - Tmesipteris sigmatifolia Chinnock (1975)
      - Tmesipteris solomonensis A.F.Braithw. (1973)
      - Tmesipteris tannensis (Spreng.) Bernh. (1801)
      - Tmesipteris truncata (R.Br.) Steud. (1824)
      - Tmesipteris vanuatensis A.F.Braithw. (1986)
      - Tmesipteris vieillardii P.A.Dang. (1890)
      - Tmesipteris zamorarum Gruezo & V.B.Amoroso (2012)

## 人間とのかかわり

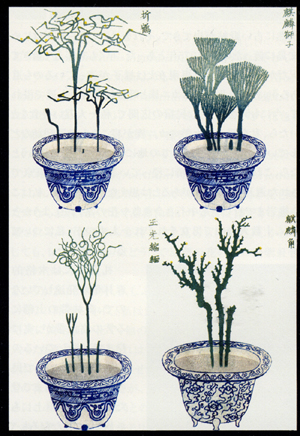
『松葉蘭譜』（天保7年）に描かれたマツバランの園芸品種

マツバランの栽培は容易である。日本では江戸時代から園芸品種が多く作出され、観葉植物（古典園芸植物）として栽培されてきた。天保7年（1836年）の長生舎主人が著した『松葉蘭譜』には120品種余りが記録されている。
マツバランは中国では打傷や内出血への薬効があるとされ、全草をアルコールに浸漬して服用される。